# Јерменија (регија)
Јерменија или Арменија (историјска Јерменија; јерм. Պատմական Հայաստան), је историјски и географски регион на истоку Мале Азије, укључујући источне територије Мале Азије, Јерменску висораван и делове Кавказа. Регион обухвата историјско пребивалиште јерменског народа.
Према различитим проценама, регион обухвата површину између 290.000, или 300.000 или 360.000 km². Због историјских околности, регион је подељен на Западни (познат још и као византијски или турски) и Источни (познат као персијски, закавкаски или руски). Током њене историје област је улазила у састав великог броја држава целокупно или само једним својим делом.